# Astrid M. Fünderich

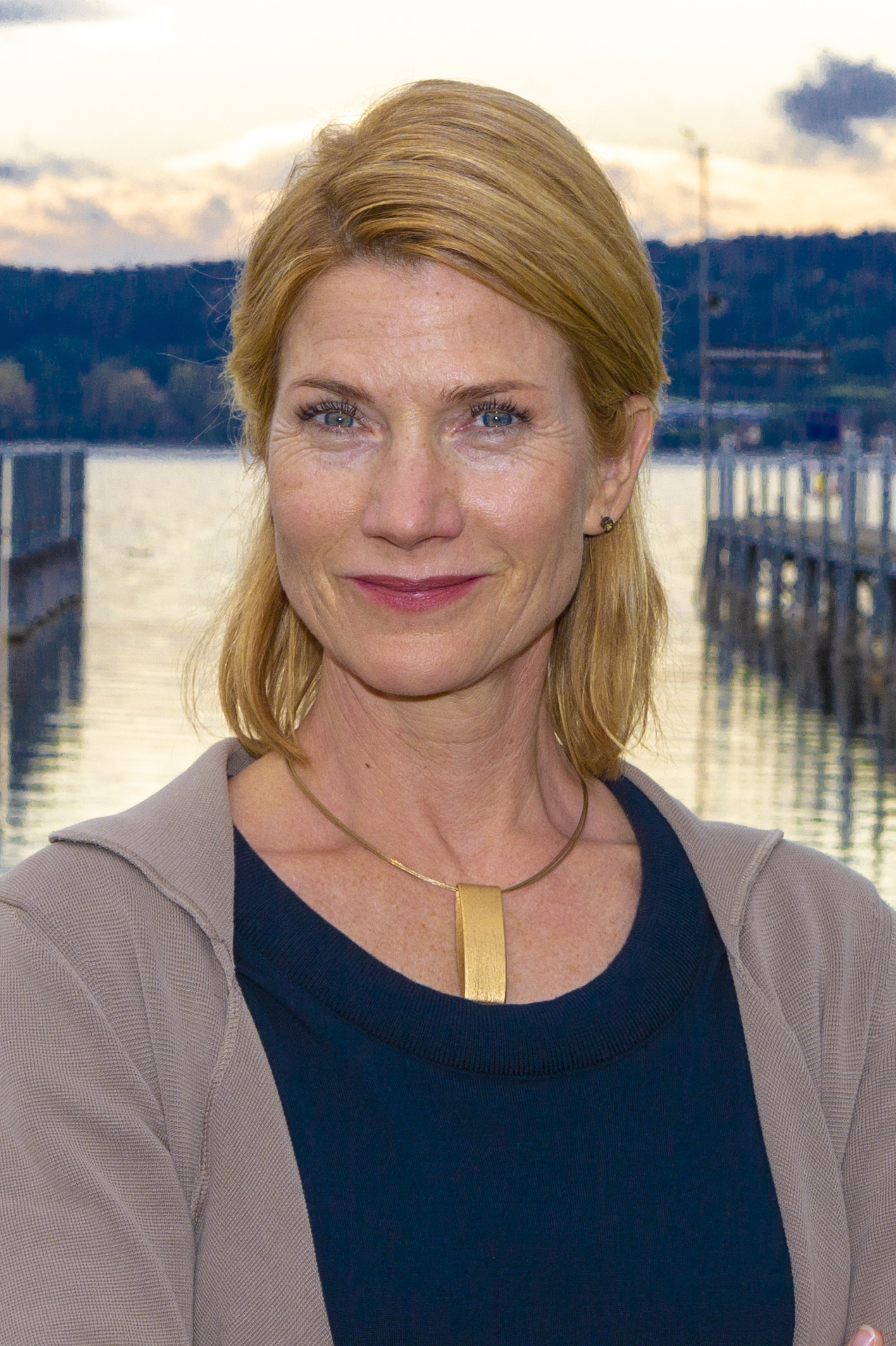
Astrid M. Fünderich (2019)

Astrid Margarethe Fünderich (* 27. September 1963 in Düsseldorf) ist eine deutsche Schauspielerin.

## Leben
Astrid M. Fünderich begann zunächst ein Geologie-Studium in Aachen, brach es aber 1991 mitten im Diplom ab, um Ensemblemitglied beim freien Theater K. in Aachen zu werden. 1992 absolvierte sie eine Schauspielausbildung an der Ecole Philippe Gaulier in London sowie bei Hollywood Acting Workshop in Los Angeles. 1993 war sie ein Jahr mit TheaterDämmerung auf Tournee. Ihr Fernseh-Debüt hatte sie 1994 mit einem Mini-Auftritt in der Serie Notaufnahme.
Fünderich erhielt 1994 schließlich ihre erste durchgehende Rolle als Schwester Ina bei der Sat.1 Kinderkrankenhaus-Serie Hallo, Onkel Doc!. Es folgte eine Staffel Mobbing Girls und schließlich von 1997 bis 2001 die Rolle der Rechtsmedizinerin Katharina Winkler in der ARD-Serie Der Fahnder. Seitdem war sie überwiegend in Fernsehserien und -filmen zu sehen. In der RTL-Krimiserie Die Cleveren hatte sie von 1998 bis 2002 eine durchgehende Hauptrolle als BKA-Beamtin Eva Glaser. Für diese Rolle war sie 2001 für den Deutschen Fernsehpreis nominiert.
Von 2002 bis 2004 spielte sie die stellvertretende Schuldirektorin Ruth Hecker in der Serie Sabine! In den folgenden Jahren folgten Engagements bei Tatorten, Wilsberg, Sperling oder Pfarrer Braun. Seit Mai 2003 hat sie in der ARD-Arztserie In aller Freundschaft eine in unregelmäßigen Abständen wiederkehrende Nebenrolle als Katja Marquardt. Seit 2009 spielt sie in der ZDF-Krimiserie SOKO Stuttgart die durchgehende Hauptrolle der Ersten Kriminalhauptkommissarin Martina Seiffert, Leiterin der Sonderkommission.
Astrid M. Fünderich ist seit 1997 verheiratet, hat mit ihrem Ehemann einen Sohn (* 2006) und lebt mit ihrer Familie in Stuttgart. Seit Mai 2013 ist sie Mitglied im Kuratorium der Deutschen Kinderkrebsnachsorge – Stiftung für das chronisch kranke Kind in Villingen-Schwenningen, die sich für die familienorientierte Rehabilitation von krebs-, herz- und mukoviszidosekranken Kindern einsetzt. Außerdem ist sie aktive Unterstützerin von Campact und Avaaz sowie atmosfair, Fördermitglied von UNICEF und engagiert sich sozial für verschiedene lokale Projekte in und um Stuttgart.
Fünderich ist seit 2018 Mitglied der SPD und hat sich im baden-württembergischen Landtagswahlkampf 2021 engagiert. Im Dezember 2021 wurde sie von der SPD-Fraktion im baden-württembergischen Landtag als Mitglied der 17. Bundesversammlung nominiert und wählte damit den Bundespräsidenten mit.

## Filmografie

### Filme
- 1997: Das erste Semester (Kinofilm)
- 1998: Twiggy – Liebe auf Diät
- 1998: Zerschmetterte Träume – Eine Liebe in Fesseln
- 2000: Die Frau, die Freundin und das dunkle Geheimnis[12]
- 2001: Todeslust
- 2004: Der Stich des Skorpion
- 2005: In Sachen Kaminski
- 2005: Crazy Partner
- 2006: Unter der Sonne (Kinofilm)
- 2008: Unser Mann im Süden
- 2019: Das Menschenmögliche

### Fernsehserien
- 1994: Notaufnahme (1 Folge)
- 1995–1998: Hallo, Onkel Doc! (53 Folgen)
- 1996: SK-Babies (Folge Gefährlicher Verdacht)
- 1996: Jede Menge Leben (20 Folgen)
- 1997: Einsatz Hamburg Süd (Folge Vermißt)
- 1997: Die Feuerengel (6 Folgen)
- 1998: Mobbing Girls (13 Folgen)
- 1998–2001: Der Fahnder (62 Folgen)
- 1998: Balko (Folge Amok)
- 1998–2002: Die Cleveren (31 Folgen)
- 1998–2002: Alarm für Cobra 11 – Die Autobahnpolizei (3 Folgen, verschiedene Rollen)
- 2000–2001: Küstenwache (5 Folgen)
- 2000: Bei aller Liebe (Folge Wiedersehen macht Freude)
- 2000: Polizeiruf 110: La Paloma (Fernsehreihe)
- 2002–2003: Herzschlag – Das Ärzteteam Nord (7 Folgen)
- 2002–2009: SOKO München (5 Folgen, verschiedene Rollen)
- seit 2003: In aller Freundschaft (7 Folgen)
- 2003: Sperling: Sperling und die Angst vor dem Schmerz (Fernsehreihe)
- 2003: Sabine! (20 Folgen)
- 2004: Im Namen des Gesetzes (Folge Bei Freispruch Mord)
- 2004: Wolffs Revier (Folge Die Richter)
- 2004: SOKO Wismar (Folge Bankbesuch)
- 2004–2009: Ein Fall für zwei (3 Folgen, verschiedene Rollen)
- 2004: Der letzte Zeuge (Folge Bitter im Abgang)
- 2005: Mit Herz und Handschellen (Folge Auge um Auge)
- 2005: Tatort: Der Name der Orchidee (Fernsehreihe)
- 2005: Stubbe – Von Fall zu Fall – Harte Kerle (Fernsehreihe)
- 2006: Pfarrer Braun – Kein Sterbenswörtchen (Fernsehreihe)
- 2006: Wilsberg – Callgirls (Fernsehreihe)
- 2006: SOKO Köln (Folge Der Doppelfehler)
- 2006: Die Familienanwältin (Folge Klara)
- 2006: Tatort: Sternenkinder (Fernsehreihe)
- 2008: SOKO Kitzbühel (Folge Anatomie eines Mordes)
- 2008: Da kommt Kalle (Folge Werbestar Kalle)
- 2009: Notruf Hafenkante (Folge Hart an der Kante)
- 2009: Der Alte (Folge Männer in Schwarz)
- seit 2009: SOKO Stuttgart
- 2013: SOKO – Der Prozess (Folgen Die Falle, Bis die Maske fällt)
- 2015: Rhein-Lahn-Krimi – Bauernopfer (Fernsehreihe)
- 2019: Bettys Diagnose (Folge Der richtige Riecher)
- 2020: WaPo Bodensee (Folge Harter Stoff)